# Andrejs Gražulis
Andrejs Gražulis (Koknese, 21 de juliol de 1993) és un jugador de bàsquet letó internacional amb la selecció de Letònia.

## Trajectòria esportiva
Va debutar com a jugador professional el 2012 amb el BK Ventspils. Al març de 2014, va ser cedit al BK Valmiera fins al final de la temporada. Posteriorment, va tornar al Ventspils i va jugar allà fins al 2017.
El 14 de juliol de 2017, va fitxar pel Parma Basket de la VTB United League per una temporada, i la temporada següent torna a Letònia fitxa pel VEF Riga, equip també de la VTB United League.
L'estiu de 2019 fitxa pel Derthona Basket que llavors disputava la Sèrie A2, la segona divisió de la Lliga italiana de bàsquet. L'any següent va passar a la primera divisió italiana fitxant pel Trieste, aconseguint una mitjana de 8,3 punts i 5,6 rebots per joc, renovant d'aquesta manera per una temporada més. Després va de jugar dos anys més a l'Aquila Basket Trento, el 30 de juliol de 2024 fitxa pel Virtus Bolonya, equip també de la Sèrie A i que jugava Eurolliga. L'1 d'abril de 2025 va ser cedit fins a final de temporada al Club Joventut Badalona.